# Pseudoclanis molitor
Pseudoclanis molitor är en fjärilsart som beskrevs av Rothschild och Jordan 1912. Pseudoclanis molitor ingår i släktet Pseudoclanis och familjen svärmare. Inga underarter finns listade i Catalogue of Life.